# Jos Huysmans
Jos Huysmans   (Beerzel, 18 de desembre de 1941 - Beerzel, 10 d'octubre de 2012) fou un ciclista belga que fou professional entre 1963 i 1977.
Durant la seva carrera professional destaquen dues victòries d'etapa al Tour de França, el 1968 i el 1972; i la Fletxa Valona de 1969. Entre el 1970 i 1977 fou company d'equip d'Eddy Merckx als equips Faemino-Faema, Molteni i Fiat France. Els seus nebots Peter Roes i Carl Roes també foren ciclistes professionals.

## Palmarès
- 1964
  - 1r al Tour del Nord
  - 1r de la Brussel·les-Lieja
  - Vencedor d'una etapa dels Quatre dies de Dunkerque
  - Vencedor d'una etapa de la Volta a Bèlgica
- 1965
  - Vencedor d'una etapa de la Volta a Suïssa
- 1966
  - Vencedor d'una etapa dels Quatre dies de Dunkerque
- 1968
  - 1r del GP Briek Schotte
  - 1r del Campionat de Flandes
  - 1r a l'Omloop Mandel-Leie-Schelde
  - Vencedor d'una etapa del Tour de França
- 1969
  - 1r de la Fletxa Valona
  - 1r de la Copa Sels
  - Vencedor d'una etapa del Critèrium del Dauphiné Libéré
- 1972
  - Vencedor d'una etapa del Tour de França
- 1973
  - 1r al Stadsprijs Geraardsbergen
- 1975
  - 1r al Campionat de Flandes

### Resultats al Tour de França
- 1966. 16è de la classificació general
- 1967. 8è de la classificació general
- 1968. 32è de la classificació general. Vencedor d'una etapa
- 1969. Abandona (16a etapa)
- 1970. 30è de la classificació general
- 1971. 28è de la classificació general
- 1972. 28è de la classificació general. Vencedor d'una etapa
- 1974. 66è de la classificació general
- 1975. 59è de la classificació general
- 1977. 48è de la classificació general

### Resultats al Giro d'Itàlia
- 1966. 17è de la classificació general
- 1970. 36è de la classificació general
- 1972. 25è de la classificació general
- 1973. 35è de la classificació general
- 1974. 45è de la classificació general

### Resultats a la Volta a Espanya
- 1973. 37è de la classificació general